# Monthly Notices of the Royal Astronomical Society
Monthly Notices of the Royal Astronomical Society (abrégé en Mon. Not. Roy. Astron. Soc. ou MNRAS) est une revue scientifique à comité de lecture spécialisée dans les domaines de l'astronomie et l'astrophysique. Elle est publiée par John Wiley & Sons au nom de la Royal Astronomical Society.

## Présentation
Comme dans beaucoup de revues scientifiques, on trouve deux types d'articles dans les MNRAS : les papiers, qui peuvent être de longueur quelconque, et les lettres, pour lesquelles le délai de publication est plus court mais qui sont limitées à cinq pages. Autrefois les lettres étaient imprimées sur des feuilles roses dans l'édition papier de la revue, mais elles ne sont désormais diffusées en texte complet que sur l'édition en ligne, avec seulement la table des matières dans l'édition papier.
D'après le Journal Citation Reports, le facteur d'impact de ce journal était de 5,103 en 2009.

## Bureau éditorial
Le contrôle éditorial des MNRAS est exercé par la Royal Astronomical Society à travers un comité de rédaction composé d'astronomes professionnels. Tous les articles sont soumis à un examen par un expert du sujet avant la publication. Actuellement, la direction éditoriale est assurée par R. F. Carswell (Institute of Astronomy, Royaume-Uni)

## Histoire
Le premier numéro des MNRAS est paru le 9 février 1827 (sous le nom de Monthly Notices of the Astronomical Society of London), et la publication n'a jamais cessé depuis. La revue a pris son nom actuel à partir du deuxième volume, après que l’Astronomical Society of London fut devenue la Royal Astronomical Society.